# دوايت يواكام
دوايت يواكام (بالإنجليزية: Dwight Yoakam)‏ هو عازف قيثارة ومغني ومغن ومؤلف وموسيقي وممثل أمريكي، ولد في 23 أكتوبر 1956 في الولايات المتحدة.

## أعمال

### أفلام
- (1992) ريد روك ويست
- (2002) غرفة الذعر[6]
- (2003) جريمة قتل هوليوودية[7]
- (2005) متطفلي العرس[8]
- (2006) بانديداس[9]
- (2006) كرانك[10][11]
- (2008) أربعة أعياد ميلاد[12]
- (2009)  فولت عالي[13]

### مسلسلات
- تحت القبة

## وصلات خارجية
- دوايت يواكام على موقع IMDb (الإنجليزية)
- دوايت يواكام على موقع ألو سيني (الفرنسية)
- دوايت يواكام على موقع ميوزك برينز (الإنجليزية)
- دوايت يواكام على موقع رولينغ ستون (الإنجليزية)
- دوايت يواكام على موقع أول موفي (الإنجليزية)
- دوايت يواكام على موقع قاعدة بيانات الأفلام السويدية (السويدية)
- دوايت يواكام على موقع إن إن دي بي (الإنجليزية)
- دوايت يواكام على موقع أول ميوزيك (الإنجليزية)
- دوايت يواكام على موقع ديسكوغز (الإنجليزية)
- دوايت يواكام على موقع قاعدة بيانات الفيلم (الإنجليزية)